# Elizabeth Olsen
Elizabeth Chase Olsen (* 16. února 1989 Los Angeles, Kalifornie) je americká herečka, mladší sestra dvojčat Ashley a Mary-Kate Olsenových. K jejím významným filmům patří Martha Marcy May Marlene (2011), Silent House (2011), Svobodná umění (2012) a Godzilla (2014).
Od roku 2014 hraje ve filmové sérii Marvel Cinematic Universe postavu Wandy Maximovové, když se objevila ve snímcích Captain America: Návrat prvního Avengera (2014), Avengers: Age of Ultron (2015), Captain America: Občanská válka (2016), Avengers: Infinity War (2018), Avengers: Endgame (2019), Doctor Strange v mnohovesmíru šílenství (2022) a v seriálu WandaVision (2021).

## Životopis
Narodila se a vyrostla v losangeleské čtvrti Sherman Oaks v Kalifornii jako dcera tanečnice Jarnette Olsenové a realitního makléře Davida Olsena. Je mladší sestrou hereckých dvojčat Ashley a Mary-Kate, také má staršího bratra Trenta. V roce 1996 se její rodiče rozvedli. Z druhého otcova manželství má mladší polorodou sestru Courtney Taylor a mladšího polorodého bratra Jakea.
V dětství navštěvovala lekce zpěvu a baletu. Již jako malá začala s herectvím, neboť se objevovala ve filmech, kde hrály její sestry. Navštěvovala Campbell Hall School v Hollywoodu a po odmaturování se přestěhovala do New Yorku, kde studovala na Tisch School of Arts. V roce 2009 strávila semestr studií na umělecké škole v Moskvě.

## Kariéra

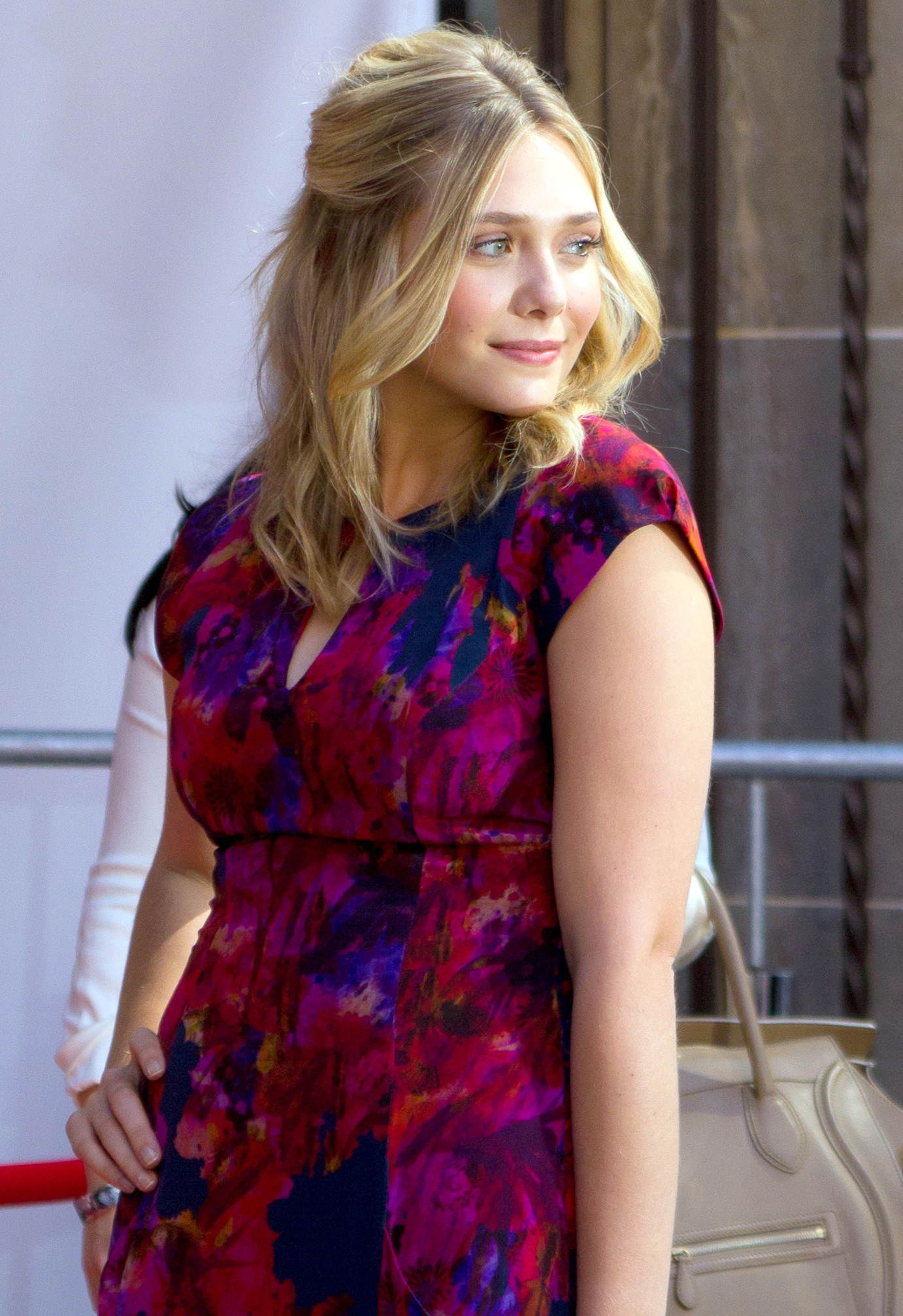
Elizabeth Olsen na Mezinárodním filmovém festivalu v Torontu při premiéře filmu Martha Marcy May Marlene

S herectvím začala ve čtyřech letech, kdy se objevila ve filmových produkcích svých sester Mary-Kate a Ashley. Ucházela se také o roli ve filmu Spy Kids: Špioni v akci.
Zlom v její kariéře nastal v roce 2011 s kritiky uznávaným filmem Martha Marcy May Marlene. Za roli Marthy byla nominovaná na několik cen. Další role přišla s hororovým filmem Silent House, kde si zahrála postavu Sarah. Během roku 2011 stihla natočit film Červená světla. Dne 22. ledna 2012 měl premiéru film Svobodná umění. S Dakotou Fanning si zahrála ve filmu Very Good Girls.
V lednu 2013 byla nominována na cenu BAFTA Rising Star Award. V tomtéž roce si zahrála v americkém remaku jihokorejského filmu z roku 2003 Oldboy po boku Joshe Brolina. Objevila se také ve snímku Zbav se svých miláčků.
V roce 2014 si po boku Bryana Cranstona a Aarona Taylora-Johnsona zahrála v remakovém filmu Godzilla. V témže roce podepsala smlouvu na roli Wandy Maximovové ve filmu Avengers: Age of Ultron (2015). Poprvé se jako tato postava objevila v krátké cameo roli ve snímku Captain America: Návrat prvního Avengera (2014). Roli si zopakovala i v následujících filmech Captain America: Občanská válka (2016), Avengers: Infinity War (2018) a Avengers: Endgame (2019), Doctor Strange v mnohovesmíru šílenství (2022) a v seriálu WandaVision (2021).
V září 2014 bylo oznámeno, že si zahraje roli Audrey Williams, ženu Hanka Williamse ve filmu Spatřil jsem světlo.

## Osobní život
V září 2012 se na natáčení filmu Very Good Girls seznámila s hercem Boydem Holbrookem. V březnu 2014 se zasnoubili, ale v lednu 2015 se pár rozešel. Od roku 2016 měla vztah s hudebníkem Robbiem Arnettem, se kterým se v červenci 2019 zasnoubila. V červnu 2021 uvedla, že je již vdaná.

## Filmografie

### Film
| Rok  | Název                                    | Role                             | Poznámky |
| ---- | ---------------------------------------- | -------------------------------- | -------- |
| 2011 | Martha Marcy May Marlene                 | Martha                           |          |
| 2011 | Silent House                             | Sarah                            |          |
| 2011 | Komuna mé matky                          | Zoe                              |          |
| 2012 | Červená světla                           | Sally Owen                       |          |
| 2012 | Svobodná umění                           | Zibby                            |          |
| 2013 | Zbav se svých miláčků                    | Edie Parker                      |          |
| 2013 | Very Good Girls                          | Gerry                            |          |
| 2013 | Oldboy                                   | Marie Sebastian                  |          |
| 2013 | V tajnosti                               | Thérèse Raquin                   |          |
| 2014 | Captain America: Návrat prvního Avengera | Wanda Maximovová / Scarlet Witch | cameo    |
| 2014 | Godzilla                                 | Elle Brody                       |          |
| 2015 | Avengers: Age of Ultron                  | Wanda Maximovová / Scarlet Witch |          |
| 2015 | Spatřil jsem světlo                      | Audrey Williams                  |          |
| 2016 | Captain America: Občanská válka          | Wanda Maximovová / Scarlet Witch |          |
| 2017 | Ingrid Goes West                         | Taylor Sloane                    |          |
| 2017 | Wind River                               | Jane Bannerová                   |          |
| 2017 | Kodachrome                               | Zoe Barnes                       |          |
| 2018 | Avengers: Infinity War                   | Wanda Maximovová / Scarlet Witch |          |
| 2019 | Avengers: Endgame                        | Wanda Maximovová / Scarlet Witch |          |
| 2022 | Doctor Strange v mnohovesmíru šílenství  | Wanda Maximovová / Scarlet Witch |          |

### Televize
| Rok       | Název               | Role                             | Poznámky                              |
| --------- | ------------------- | -------------------------------- | ------------------------------------- |
| 1994      | Jak byl dobyt západ | dívka v autě                     | cameo, TV film                        |
| 2016      | Drunk History       | Norma Kopp                       | díl: Siblings                         |
| 2017      | HarmonQuest         | Stirrip                          | díl: The Keystone Obelisk             |
| 2018–2019 | Sorry for Your Loss | Leigh Shaw                       | hlavní role, také výkonná producentka |
| 2021      | WandaVision         | Wanda Maximovová / Scarlet Witch | hlavní role                           |
| 2021      | What If…?           | Wanda Maximovová / Scarlet Witch | hostující role                        |